# Beautiful Son
«Beautiful Son» es el cuarto sencillo lanzado por la banda rock alternativo Hole

## Antecedentes e historia
Love escribió "Beautiful Son" sobre Kurt Cobain. La cubierta frontal de un solo foto presente a Cobain en su niñez, alrededor de 7. La canción "20 Years in the Dakota" combina ideas en relación con el retiro a la jubilación de Yoko Ono después de John Lennon fuese asesinado, y su impacto en la década de 1990, específicamente con la lírica.
- Datos: Q3325582